# Alan Gagloyev
Alan Eduardovich Gagloyev (Tsequinváli, 6 de fevereiro de 1981) é um político e oficial de inteligência da Ossétia do Sul e o Atual presidente da Ossétia do Sul. A comissão eleitoral marcou a transferência de poder para 24 de maio de 2022. Ele é o atual presidente do partido Nykhaz desde fevereiro de 2020.

## Biografia
Graduou-se na Universidade Estatal da Ossétia do Sul em 2002 e foi contratado pelo Ministério do Desenvolvimento Econômico da Ossétia do Sul como o principal especialista do departamento de apoio às pequenas e médias empresas. Gagloyev concorreu sem sucesso à presidência da Ossétia do Sul em 2017.

## Presidência
Alan Gagloyev concorreu à presidência pela segunda vez nas eleições de 2022, depois de perder a eleição de 2017. Em 10 de abril de 2022, ele venceu o primeiro turno com 36,9% dos votos, superando o titular Anatoly Bibilov. Gagloyev então derrotou Bibilov no segundo turno com 56,08% dos votos em 8 de maio de 2022. Após sua eleição, ele foi empossado como novo presidente em 24 de maio de 2022. Desde então, a principal questão de sua presidência aos olhos da mídia ocidental é o referendo que seu antecessor marcou para 17 de julho de 2022, sobre a adesão da Ossétia do Sul à Rússia Federação. Embora ele não tenha cancelado o referendo, ele também mostrou um desinteresse geral em levá-lo adiante, junto com observadores russos na região. Em 17 de maio, Dmitriy Peskov, porta-voz do Kremlin, efetivamente matou o referendo em perspectiva dizendo que a Rússia via a possível votação como "verdadeiramente um reflexo do humor da república, um reflexo das relações do povo da república e seu ex-chefe", "mas no momento a Rússia não está realizando nenhuma atividade neste contexto". Ele afirmou ainda em 24 de maio que, em relação ao referendo, "nenhum passo está sendo dado ou planejado pelo lado russo relacionado a isso". Internamente, a principal questão de sua presidência é tomar medidas para melhorar a economia. Ou seja, como disse um jornal local, melhorar a economia para resistir à "crescente frugalidade de nosso principal patrocinador financeiro, a Rússia".